# Grażyna Bernatowiczová
Grażyna Maria Bernatowiczová (nepřechýleně Grażyna Bernatowicz; * 12. března 1946, Varšava) je polská diplomatka, bývalá náměstkyně ministra zahraničních věcí (2000–2002, 2007–2013), V letech 2008 až 2017 polská velvyslankyně v Česku.

## Život
Na univerzitě ve Varšavě získala titul magistry práva. V roce 1992 se habilitovala v oboru politologie (dr hab.). V letech 2002–2007 zastávala úřad polské velvyslankyně ve Španělsku.
Bolesław Bierut, polský komunistický politik, byl strýcem jejího muže Marka.